# Sylvia Schierbeck
Silvia Schierbeck (født Sylvia Augusta Ida Larsen 30. marts 1896 i København, død 2. februar 1977 sammesteds) var en dansk sangerinde og musikpædagog.
Sylvia Schierbeck var datter af skibsfører Eduard Larsen og Betty f. Nuppenau. Hun var elev af blandt andre Ellen Beck og Emilie Ulrich.
Schierbeck debuterede med egen koncert i 1917 og på Det Kongelige Teater i 1926 samt optrådte med adskillelige koncerter både i Danmark og i udlandet under deltagelse af blandt andre Carl Nielsen og Nina Grieg.
Hun giftede sig i 1919 med komponist Poul Schierbeck.
 Der er for få eller ingen kildehenvisninger i denne artikel, hvilket er et problem. Du kan hjælpe ved at angive troværdige kilder til de påstande, som fremføres i artiklen.